# 髙木強治
髙木 強治（たかき きょうじ、1960年 - ）は、日本の水工学者。東京大学大学院農学系研究科生物・環境工学専攻教授。

## 人物・経歴
福岡市生まれ。1984年九州大学農学部農業工学科卒業、農林水産省入省、同省農業土木試験場入所。1998年九州大学から博士（農学）の学位を取得。数学の知識が豊富で、専門は管路システムの自動制御などの水工学。性格は冷静沈着。
2000年水源施設水理研究室に異動。2001年農業土木学会研究奨励賞受賞。2006年農業土木学会文化・歴史賞受賞。2009年海洋理工学会論文賞受賞。
2011年農業・食品産業技術総合研究機構農村工学研究所水利工学研究領域上席研究員。2016年農業・食品産業技術総合研究機構農村工学研究部門水利工学研究領域施設水理ユニット長。
2021年東京大学大学院農学系研究科生物・環境工学専攻地域環境工学講座水利環境工学研究室教授。2022年東海農政局明治用水頭首工復旧対策検討委員会委員。趣味は家庭菜園。